# Colle caoutchouc

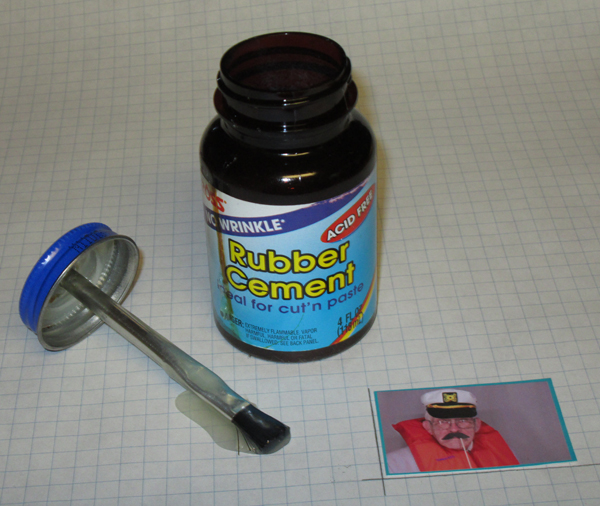
Une bouteille de colle caoutchouc, montrant un pinceau intégré dans son bouchon et une photo sur le point d'être collée sur du papier millimétré.

La colle caoutchouc (en anglais : rubber cement ; cow gum en anglais britannique) est un adhésif fabriqué à partir de polymères élastiques (généralement du latex) mélangés dans un solvant tel que l'acétone, l'hexane, l'heptane ou le toluène pour la garder suffisamment fluide pour être utilisée. Cela en fait une partie de la classe des adhésifs de séchage : comme les solvants s'évaporent rapidement, le caoutchouc se solidifie, formant une liaison solide mais flexible.

## Composition
La colle de caoutchouc est simplement un mélange de caoutchouc solide dans un solvant volatil qui la dissoudra. Lorsque la colle est appliquée, le solvant s'évapore, laissant le caoutchouc comme adhésif. Presque tous les caoutchoucs (pré-vulcanisés ou non) peuvent être utilisés. Les caoutchoucs utilisés peuvent être du caoutchouc naturel, de la gomme mastic ou de la gomme arabique. Les premiers solvants utilisés comprenaient le chloroforme et le benzène. Un petit pourcentage d'alcool est souvent ajouté au mélange.
Aux États-Unis, les formulations actuelles incluent du n-heptane. Au Royaume-Uni, un produit appelé « Marabu-Fixogum » utilise de l'acétone, tandis qu'un produit appelé « Copydex » (en) utilise de l'ammoniac.
De nombreuses compositions spéciales comprennent des durcisseurs et/ou des agents de vulcanisation destinés à améliorer la cohésion du caoutchouc. Des formules à base d'eau, souvent stabilisées par de l'ammoniaque, sont également disponibles.

## Usage
La colle de caoutchouc est préférée dans les applications artisanales, où un retrait facile et sans dommage de l'adhésif est souhaité. Par exemple, la colle caoutchouc est utilisée comme fluide de marquage dans les stylos effaçables (en).
Parce que les colles en caoutchouc sont conçues pour se décoller facilement ou s'effacer sans endommager le papier ni laisser de trace d'adhésif, elles sont idéales pour une utilisation dans les travaux de collage où l'excès de colle doit pouvoir être enlevé. Elle ne devient pas non plus cassante comme le fait la pâte. Les colles de caoutchouc de formule plus ancienne ne sont pas considérées comme un adhésif de qualité archivistique en raison de leur faible valeur de pH (les rendant acides), elles entraîneront une détérioration des photographies et du papier au fil du temps. Les colles de caoutchouc modernes sont sans acide, ce qui les rend idéales à des fins d'archivage.
Des diluants pour colle de caoutchouc sont également disponibles et sont utilisés pour remplacer le solvant qui s'évapore du récipient ou pour éliminer l'adhésif résiduel.

## Dangers
Les solvants utilisés dans la colle de caoutchouc présentent certains risques, notamment l'inflammabilité et le potentiel de détournement abusif en tant qu'inhalant. Par conséquent, comme pour tout adhésif contenant des solvants, la colle caoutchouc doit être utilisée dans un espace ouvert. De plus, il faut veiller à éviter les sources de chaleur, car le n-heptane et le n-hexane sont hautement inflammables. La colle caoutchouc et les diluants pour colle caoutchouc contenant de l'acétone endommageront les surfaces polies et de nombreux plastiques.